# Mościska (powiat pilski)
Mościska – wieś w Polsce położona w województwie wielkopolskim, w powiecie pilskim, w gminie Wysoka. Siedziba sołectwa, do którego przynależy także osada Kostrzynek.
| SIMC    | Nazwa            | Rodzaj    |
| ------- | ---------------- | --------- |
| 0501073 | Mościska-Kolonia | część wsi |

W latach 1975–1998 wieś administracyjnie należała do województwa pilskiego.